# Fremont (rivière)
Pour les articles homonymes, voir Fremont.
La rivière Fremont (Fremont River en anglais) est un cours d'eau de l'Utah qui appartient au bassin hydrographique du fleuve Colorado. Son alimentation en eau provient en partie de la fonte des neiges des montagnes Thousand Lake Mountain, Boulder Mountain et Henry Mountains. Le nom de la rivière est un hommage à John Charles Fremont qui donna également son nom au peuple précolombien local de la culture Fremont.

## Parcours
La rivière prend sa source au niveau du lac dénommé Johnson Valley Reservoir situé sur le plateau de Wasatch près de la localité de Fish Lake. La rivière prend la direction du sud-ouest, passe les localités de  Fremont, Loa, Lyman, Bicknell, Teasdale et Torrey puis traverse d'ouest en est le parc national de Capitol Reef. Elle passe ensuite la localité de Caineville et rejoint le ruisseau  Muddy Creek près de Hanksville pour former la rivière Dirty Devil, à 1 300 m d'altitude, un affluent du fleuve Colorado.

### Bassin versant
Son bassin versant est de 1 945 km2[réf. nécessaire].

## Affluents
- Sandy Creek (Utah)